# Novela por entregas en España
La novela por entregas en España se refiere al género de entregas usado por autores españoles como Benito Pérez Galdós y el padre Luis Coloma.

## Escritura industrial
Se trataba de una escritura más industrial que literaria, elaborada en pequeñas hojas o en las partes bajas de los diarios; muchas veces se seleccionaba una serie de estampas en grabado sobre escenas sensacionalistas y el argumento se improvisaba sobre ellas; la acción se dilataba con expresiones farragosas para ampliar el papel (y por tanto el dinero a pagar), imitando y copiando a mansalva de modelos extranjeros o españoles como Eugenio Sue o Paul Féval, y se escribía tan rápido a causa de la urgencia de la edición que los folletinistas se llamaban a sí mismos «escritores al vapor»; muchos colaboraban entre sí e incluso algunos llegaron a aprender taquigrafía para escribir más rápido al dictado. Es más, algunos llegaron a redactar simultáneamente siete u ocho novelas, ayudándose de secretarios a los que dictaban y que, más tarde, habiendo aprendido los secretos del negocio, se independizaban, elaborando sus propias obras. Tanto apresuramiento y descuido del lenguaje y el arte narrativo incitó contra ellos a la crítica especializada.
Famosos escritores españoles especializados en literatura por entregas fueron Manuel Fernández y González, el más famoso de todos ellos; Enrique Pérez Escrich, Ramón Ortega y Frías, Torcuato Tárrago y Mateos y Wenceslao Ayguals de Izco. Menor importancia tuvieron Alfonso García Tejero, José Muñoz Maldonado, Julián Castellanos, Florencio Luis Parreño, Luis de Val, Pablo Alonso de la Avecilla, Francisco José Orellana, Antonio de San Martín, Antonio Altadill, Víctor África Bolangero, Juan de Dios Mora y Rafael del Castillo entre muchos otros. Actualmente, ha vuelto a cobrar cierto auge gracias a internet.

## SigloXIX
- Manuel Fernández y González (Sevilla, 1821-Madrid, 1888) escribió más de trescientas novelas,[2] además de diversas poesías al estilo de José Zorrilla y dramas. Poseía una gran imaginación, pero una erudición poco sólida para tratar un género tan exigente como el que cultivó, la novela histórica,[3] y le perjudicó su abundancia al profundizar poco en la caracterización psicológica de sus personajes y sacrificarlo todo a la acción. Su inspiración se nutría de su nacionalismo escogiendo temas legendarios. Llegó a dictar las novelas a varios secretarios que las transcribían taquigráficamente; entre estos tuvo al que sería después un famoso novelista, Vicente Blasco Ibáñez.[4]

- El valenciano Enrique Pérez Escrich[2] (1829-1897) fue también dramaturgo, aunque fue más famoso por sus «novelas por entregas» de intención cristiana y moralizadora. Murió pobre, dirigiendo un asilo.

- Ramón Ortega y Frías[5] (1825-1883), novelista por entregas granadino seguidor del gran maestro del género, Fernández y González, pero con menos talento que éste. Escribió ciento cincuenta, de nulo valor literario y en las que resulta característico su particular sello, que consiste en recurrir a lo truculento y espeluznante. Abelardo y Eloísa (1867) fue su mayor éxito.

- Torcuato Tárrago y Mateos (1822-1889) fue un fecundo periodista, escritor y músico accitano que compuso novelas históricas y libros de viajes; escribió en El Independiente y fundó El Eco de Occidente en Granada junto a su paisano Pedro Antonio de Alarcón; también dirigió El Popular en Madrid; algunas de sus obras se siguen reeditando, como Historia de un sombrero blanco o A doce mil pies de altura. A veces toma como modelo a Julio Verne. Conocía muy bien el mundo eslavo, lo que aprovecha para ambientar ahí algunas de sus obras, y fue el primero en escribir un cuento sobre la Guerra de Independencia de Bulgaria.

- Wenceslao Ayguals de Izco (1801-1873), escritor de inspiración satírica y social que cultivó asiduamente la novela por entregas o folletín como medio para acceder a concienciar al proletariado. María o La hija de un jornalero es su obra más famosa, con segunda y tercera partes, y traducida al italiano, francés y portugués.

- Julián Castellanos y Velasco, cuyo seudónimo era Pedro Escamilla, es un escritor de folletines sensacionalistas y piezas teatrales de escaso valor fallecido en 1891. Por citar alguna obra suya, Los Ratas, cuadros copiados del natural (1890).

- José Muñoz Maldonado(1807-1875), historiador y jurista, primer conde de Fabraquer y vizconde de San Javier, ministro del Tribunal Supremo de Guerra y Marina, que dirigió la revista El Museo de las Familias; colaboró en El Panorama, Periódico de Literatura y Arte y aquí figura como habitual traductor de folletines franceses de Paul de Kock; también tradujo Los Miserables de Víctor Hugo.

- Antonio de San Martín (1841-1887). Coruñés, de ideología progresista, autor de algunas poesías y de más de doscientas novelas folletinescas la mayoría de inspiración histórica, tales como Horrores del feudalismo: la torre de los vampiros (1871), La Edad del Hierro (1874), La sacerdotisa de Vesta (1874), La esposa enterrada en vida (1876), Los misterios de la calle de Panaderos (1880), Desde la timba al timo. Novela original de malas costumbres contemporáneas, consecuencia de los vicios en la sociedad, (1880), Nerón, (1875) etc. Si hubiera que destacar algunas, serían las cinco consagradas a Francisco de Quevedo, a cuya lectura era muy aficionado.

- Florencio Luis Parreño(1822-1897) compuso novelas históricas y de aventuras de intención moralizadora y católica en la línea de Fernández y González y Ortega y Frías, donde ensalza patrióticamente las hazañas guerreras de los españoles. Rechaza el naturalismo francés y de vez en cuando salpica sus obras de reflexiones moralizantes.

- Luis de Val (1867-1930) es el más moderno de estos autores. Revelan el tono de su obra los títulos de algunas de sus doscientas novelas: Los ángeles del arroyo (un libro para los padres), El Calvario de un ángel o El manuscrito de una monja, El hijo de la obrera, El Honor o La riqueza de los pobres, El triunfo del trabajo, La explotación humana, La honra del hogar, La mujer de ellos, Sola en el mundo o El manuscrito de una huérfana...

### En la actualidad
Aunque el género de novelas por entregas era propio del siglo XIX, donde los autores debían continuar sus novelas publicadas por capítulos para atrapar a sus lectores y seguir cobrando, no es menos cierto que durante todo el siglo XX y hasta nuestros días se han realizado y se siguen realizando novelas por entregas, la gran mayoría en forma gratuita y a través de Internet.
Esta nueva tendencia se resume en lo que hoy se conoce como la Internet 2.0, la cual mediante el sistema de comentarios permite a los lectores y escritores la posibilidad de enviar opiniones y, con ello, otorgarle a la obra una cualidad de retroalimentación que no podría ser generada en un libro de papel ni en los libros virtuales o e-books de formato PDA o PDF.
También es justo destacar que a pesar de que muchos lectores prefieran el libro tradicional, la “Novela blog” o "Blognovela" sigue ganando adeptos y avanza a pasos agigantados. Sin ir más lejos en la actualidad muchos escritores han optado por publicar sus novelas en este formato, es el caso de Alberto Vázquez-Figueroa, Arturo Pérez-Reverte, José Calvo Poyato, Hernán Casciari, Pablo Paniagua, Lucía Gonzáles y Diego Gualda entre otros.
- Alberto Vázquez-Figueroa, entre sus sagas destacan principalmente la de los Cienfuegos, los Maradentro y su trilogía de Piratas.

- Arturo Pérez-Reverte, su aportación a la novelas por entregas es la conocidísima saga de El Capitán Alatriste.

- José Calvo Poyato, diputado andalucista, catedrático de historia y escritor de novelas históricas, escribe la saga del pesquisador Capablanca, como aportación a la novela por entregas.

- Hernán Casciari que, desde el año 2000 está radicado en Barcelona. Allí le ha puesto voz a Mirta Bertotti, un ama de casa argentina; a Letizia, una falsa princesa española; a Juan Dámaso, vidente vasco con mucha mala entraña; y a Xavi L., un esquizofrénico catalán. Estas cuatro blogonovelas han sido pioneras en la literatura por Internet.

- Pablo Paniagua: Publicó en diez entregas "Exex, la mujer del bigote", una novela con una apuesta estética cercana a las historias de cómic, bajo el predominio del humor negro y la ironía; "La Última Utopía", donde se narra la llegada del Salvador de la Humanidad en el año 2029; y "El Mono Cibernético", una crítica a la banalidad de la Época Supermoderna. Es, también, autor del "Manifiesto del escritor web" y del "Manifiesto para una nueva literatura independiente".

- Lucía González (pseudónimo de la escritora Carolina Aguirre) es la autora del blog Ciega a Citas, donde relata las desventuras de una treintañera por conseguir novio con urgencia, antes del casamiento de su hermana menor y con una siniestra apuesta mediante. Ha sido publicado en formato de libro por Editorial Alfaguara en 2008 y será una serie en televisión en el 2009.

- Isaac Rosa y Manel Fontdevila, son los autores de Buscando a Franco, novela por entregas que aparece a diario en eldiario.es (hoy, 10/08/2018, se ha publicado el capítulo XX). La novela narra "una historia (casi) interminable que se adentra en los misterios y tensiones que aún perviven en torno al cadáver del dictador".